# Эндемические заболевания
Эндемическое заболевание — заболевание, характерное для определённой местности. Часто связано с резкой недостаточностью или избыточностью содержания какого-либо химического элемента в среде. Может развиваться у растений, животных и человека. Например, при недостаточности иода в пище возникает простой зоб (эндемический зоб) у животных и людей, фтора — кариес, при его избытке — флюороз и многие другие эндемии.
Кроме того, эндемическими могут быть инфекции, возбудители которых постоянно пребывают (персистируют) в определенной местности (например, энзоотия чумы среди грызунов в Казахстане, эндемия холеры в Индии или малярии в субтропической Африке). Эндемичным заболеваниям противопоставляются заносные инфекции. Эндемичность заболеваний не следует путать со схожей, но отличающейся природной очаговостью инфекционных заболеваний, связанной с эволюционно возникшим межвидовым или абиотическим механизмом существования возбудителя инфекции на определённой территории.
Шведский нарколог Нильс Бейерут говорил об эндемиях применительно к распространению зависимости от отдельных веществ. Примерами подобных эндемий могут служить алкоголизм или зависимость от курения, поразившие значительную часть населения в отдельных странах или местностях.
| Данный термин входит в следующую группу терминов: |               |               |                 |
|                                                   | -деми-        | -зоо-         | -фито-          |
| Эн-                                               | Эндемия       | Энзоотия      | Энфитотия       |
| Эпи-                                              | Эпидемия      | Эпизоотия     | Эпифитотия      |
| Эпи-…-логия                                       | Эпидемиология | Эпизоотология | Эпифитотиология |
| Пан-                                              | Пандемия      | Панзоотия     | Панфитотия      |